# Ringöffnende Polymerisation

Ringöffnende Polymerisation von ε-Aminocaprolactam unter Bildung von Polyamid 6

Eine Ringöffnende Polymerisation ist eine Kettenpolymerisation, bei der ein cyclisches Monomer durch Bindungsbruch und anschließende Ausbildung einer (zumeist) gleichartigen Bindung zu einer weiteren Einheit zu einem meist linearen Polymer umgesetzt wird. Ein Beispiel für ein nichtlineares Polymer ist die Polymerisation von Aziridin zu Polyethylenimin, das bei direkter Polymerisation ein stark verzweigtes Produkt liefert. Triebkraft erhalten solche Reaktionen zumeist ausschließlich durch die Verminderung der Ringspannung im Monomermolekül, da keine neuen, energetisch günstigeren Bindungen entstehen und der Entropieverlust nicht durch das Abkondensieren eines niedermolekularen Nebenprodukts ausgeglichen werden kann.

## Anwendung
Ein Beispiel ist die Umwandlung von Lactamen in Polyamide wie bei der von Paul Schlack 1938 entdeckten Polymerisierbarkeit des Caprolactams (genauer ε-Aminocaprolactam) durch Ringöffnung. Das Endprodukt Polyamid 6 wurde weltweit unter dem Handelsnamen Perlon bekannt.
Ein weiteres technisch sehr wichtiges Verfahren ist die Herstellung von Polyethylenglycolen aus Ethylenoxid. Diese Reaktion ist eine klassische lebende Polymerisation, bei der die resultierende Molmasse durch das Verhältnis Monomer zu Initiator bestimmt wird. 
Bei der ringöffnenden Metathese-Polymerisation (ROMP) (s. a. Alkenmetathese) ist die Triebkraft gleichfalls in der Ringspannung der eingesetzten Monomere zu suchen.